# Mapania nudispica
Mapania nudispica là loài thực vật có hoa trong họ Cói. Loài này được T.Koyama mô tả khoa học đầu tiên năm 1957.